# Ruppes
Ruppes település Franciaországban, Vosges megyében. Lakosainak száma 144 fő (2022. január 1.). Ruppes Mont-l’Étroit, Clérey-la-Côte, Jubainville, Martigny-les-Gerbonvaux, Punerot és Soulosse-sous-Saint-Élophe községekkel határos.

## Népesség
A település népessége az elmúlt években az alábbi módon változott:
| Lakosok száma | 123  | 136  | 139  | 140  | 140  | 141  | 141  | 142  | 144  |
|               | 2013 | 2015 | 2016 | 2017 | 2018 | 2019 | 2020 | 2021 | 2022 |